# Mustapha Choukri
Moustapha Choukri (Casablanca, 30 november 1946 – Al-Mukarrama, 22 januari 1980), beter bekend als Pitchou, was een Marokkaans voetballer die onder meer voor Raja Casablanca en Wydad Casablanca speelde. Hij maakte ook deel uit van het Marokkaans voetbalelftal en speelde daarvoor op het Wereldkampioenschap voetbal 1970.
Choukri overleed begin 1980, op amper 33-jarige leeftijd, onder onduidelijke omstandigheden.

## Biografie
Choukri werd geboren in 1947 in de Marokkaanse stad Casablanca. Hij begon met voetballen bij Raja Casablanca. Zijn vader, Omar Choukri, was een van de oprichters van deze club. Op 20-jarige leeftijd debuteerde Choukri in het eerste van Raja Casablanca. Al snel viel zijn talent op en werd hij een belangrijke speler voor het team. Hij kreeg al snel de bijnaam Pitchou', verwijzend naar een voormalig Raja speler in de jaren ‘50.
Voor vele was Choukri vèr voor zijn tijd. Een oud-teamgenoot van Choukri zij het volgende: “Hij was zo onvoorspelbaar dat zelfs wij, zijn teamgenoten, moeite hadden om zijn wedstrijd te anticiperen“.
Ná negen jaar, waarin hij ‘slechts de Coupe de Trône had gewonnen, vertrok Choukri in 1975 naar stadsgenoot en aartsrivaal Wydad Casablanca. Op dat moment was Wydad veruit de beste club van het land.
Ná vier jaar vertrok Choukri in 1979 naar Saoudi-Arabië. Hij tekende hier bij Al-Wahda Club. Op 22 januari 1980 overleed Choukri. De oorzaak van zijn dood is nooit bekend geworden.

## Marokkaans elftal
Choukri was van 1970 tot 1979 international van het Marokkaans voetbalelftal. Hij speelde op het Wereldkampioenschap voetbal 1970. Dit was het eérste WK waarvoor Marokko zich kwalificeerde.
Hij speelde daarnaast ook voor het Marokkaans olympisch voetbalelftal.

## Erelijst
Raja Casablanca
- Coupe de Trône: 1974

 Wydad Casablanca
- Botola Pro: 1976, 1977, 1978
- Coupe de Trône: 1978, 1979